# Freedom (zespół muzyczny)
Freedom – polski zespół rockowy założony w 2008. W skład zespołu wchodzą: wokalista Kris Kubiś, gitarzyści – Piotr Winnicki i Michał Sitarski, sekcja rytmiczna – Jakub Jabłoński i Michał Grott.
Zespół ma na koncie kilka występów telewizyjnych (np. w programach Dzień Kotana czy Hit Generator) oraz nagrodę w konkursie „Premier” na 46. KFPP w Opolu w 2009. Zespół wydał pierwszą EP z singlowym utworem Burza. W 2010 członkowie zespołu zaczęli występować w rock operze Krzyżacy.